# 麵龜
麵龜，為華南地區祭祀、婚喪喜慶用之麵粉製食品，呈橢圓形，約巴掌大小，外表通紅，口感近似麵包。內餡以紅豆沙、綠豆沙、花生粉等甜餡為主。
由於外型與內餡相似，麵龜常被人與米製的紅龜粿混淆。
澎湖天后宮流傳著一種被稱為「乞龜」的習俗，由信眾於元宵節當天在廟宇中擲筊求得麵龜，待日後所求應驗，求龜者須於隔年元宵製作一隻更大的麵龜為回報。

## 由來
以往烏龜具長壽之意，常用於各式祭典儀式上，然而活烏龜取得不易，後來便替代以龜殼狀的麵製品作為祭品，此即今日所見的麵龜。